# 24-Stunden-Rennen von Le Mans 1954

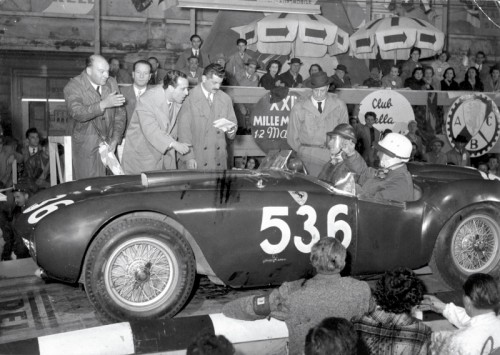
Ferrari 375 Plus Fahrgestellnummer 0396, hier bei der Mille Miglia 1954, am Steuer Paolo Marzotto. In Le Mans fuhren José Froilán González und Maurice Trintignant dieses Fahrzeug zum Gesamtsieg

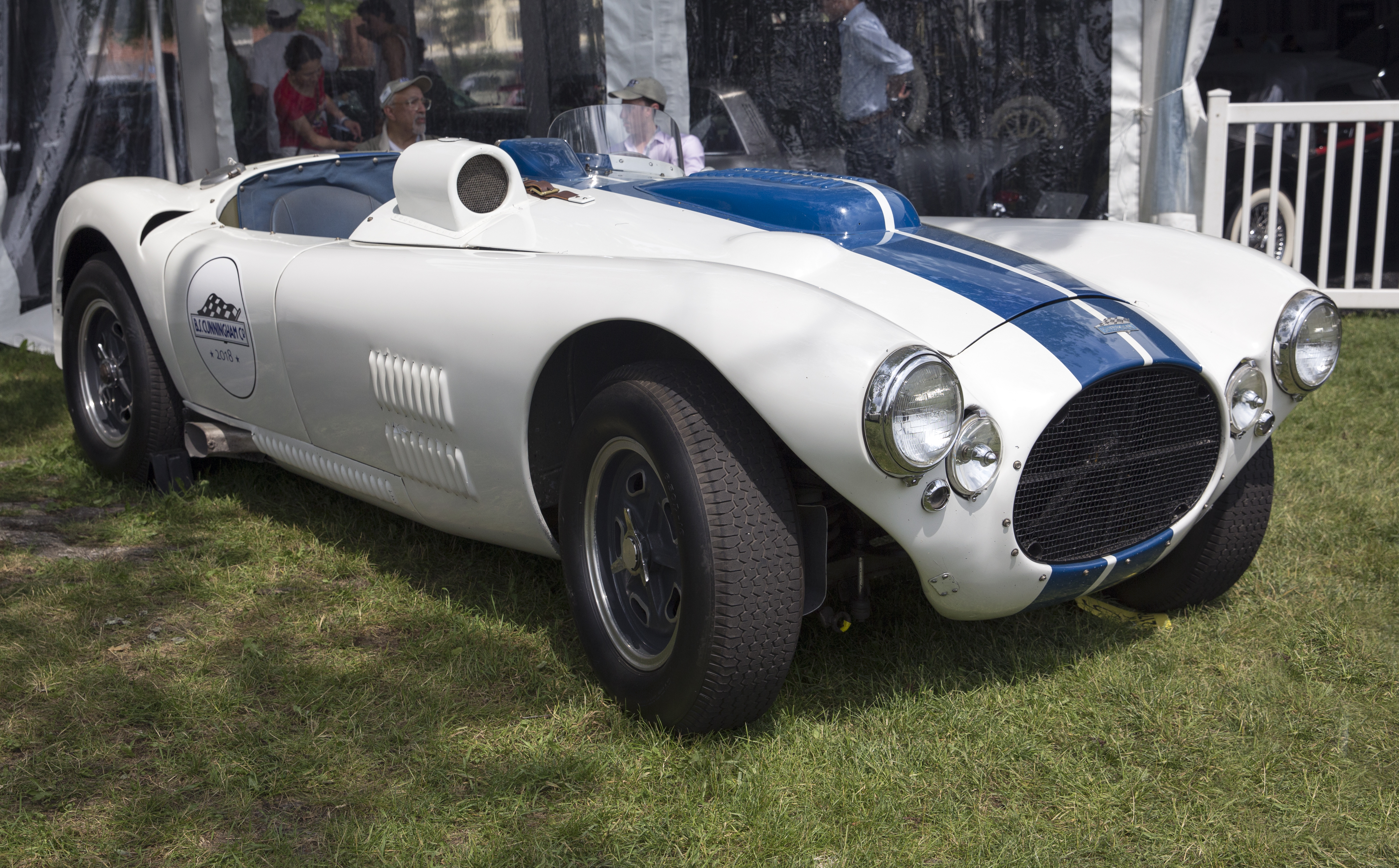
Der dritte Gesamtrang des Cunningham C4-R (Fahrgestellnummer R5217) von Bill Spear und Sherwood Johnston, war nach 1953 die zweite Platzierung der US-amerikanischen Marke am Podium der ersten Drei

Das 22. 24-Stunden-Rennen von Le Mans, der 22e Grand Prix d’Endurance les 24 Heures du Mans, auch 24 Heures du Mans, Circuit de la Sarthe, Le Mans, fand vom 12. bis 13. Juni 1954 auf dem Circuit des 24 Heures statt.

## Das Rennen
Das 24-Stunden-Rennen des Jahres 1954 entwickelte sich wie im Jahr davor zu einem Zweikampf der Werkswagen von Jaguar und Ferrari. Bei Jaguar hatte der neue D-Type seinen ersten offiziellen Renneinsatz. Die drei Werkswagen wurden von den Teams Duncan Hamilton/Tony Rolt, Peter Whitehead/Ken Wharton und Stirling Moss/Peter Walker pilotiert.
Ferrari brachte den neuen 375 Plus nach Le Mans, der auf der langen Hunaudières-Geraden zwar langsamer war als die Jaguar, aber durch bessere Gewichtsverteilung auf der gesamten Runde schnellere Rundenzeiten erzielte. Neben den 375 Plus, die nur von den Werksfahrern der Scuderia gefahren wurden, waren auch 375MM am Start, die Briggs Cunningham einsetzte. Der US-Amerikaner ergänzte seine Rennmannschaft mit den bewährten Cunningham C4-R. Bei Aston Martin vertraute man auf die DB3 Coupés, wobei der Einsatzwagen von Carroll Shelby und Paul Frère eine Stars-and-Strips-Lackierung erhielt. Lancia war nicht zum Rennen erschienen. Die italienische Rennmannschaft hatte mit dem Lancia D24 die Mille Miglia gewonnen und erreichte beim 12-Stunden-Rennen von Sebring den zweiten Gesamtrang, verzichtete jedoch auf eine Teilnahme in Le Mans.
In den kleineren Klassen kamen in den DB HBR von Deutsch & Bonnet neben den Panhard-Triebwerken erstmals auch Renault-Motoren zum Einsatz. Maserati gab sein Le-Mans-Debüt, und Porsche trat mit den 550 Spyder an.
In der ersten Rennstunde bildete sich eine Ferrari-Dreifach-Führung: José Froilán González führte vor Robert Manzon und Paolo Marzotto. Bester Jaguar-Pilot war Tony Rolt an der vierten Stelle. In der Nacht kam ein heftiges Gewitter auf, und das Feld begann sich zu lichten. Außer einigen Unfällen fielen viele Werkswagen mit technischen Defekten aus. Bis knapp vor Schluss lieferten sich der Gonzales/Trintignant-Ferrari und der Rolt/Hamilton-Jaguar einen heftigen Zweikampf um die Gesamtführung, bevor beim letzten Boxenstopp von Gonzales der 375 Plus wegen einer nassen Zündung nicht mehr ansprang. 12 Minuten vergingen, ehe Gonzales wieder zurück auf die Strecke konnte. Am Ende rettete er einen Vorsprung von 4 Kilometern ins Ziel. Es war der zweite Sieg für Ferrari in Le Mans und der erste für die Werksmannschaft.

## Ergebnisse

### Piloten nach Nationen
| 51 Franzosen  | 27 Briten      | 9 US-Amerikaner | 8 Belgier     | 7 Italiener   |
| 4 Deutsche    | 2 Schweden     | 1 Argentinier   | 1 Brasilianer | 1 Dominikaner |
| 1 Marokkaner  | 1 Niederländer | 1 Portugiese    | 1 Spanier     | 1 Thailänder  |
| 1 Venezolaner |                |                 |               |               |

### Schlussklassement
| Pos.            | Klasse | Nr. | Team                            | Fahrer                                        | Chassis                      | Motor                             | Reifen | Runden |
| --------------- | ------ | --- | ------------------------------- | --------------------------------------------- | ---------------------------- | --------------------------------- | ------ | ------ |
| 1               | S 5.0  | 4   | Scuderia Ferrari                | José Froilán González Maurice Trintignant     | Ferrari 375 Plus             | Ferrari 5.0L V12                  | P      | 302    |
| 2               | S 5.0  | 14  | Jaguar Cars Ltd.                | Duncan Hamilton Tony Rolt                     | Jaguar D-Type                | Jaguar 3.4L I6                    | D      | 301    |
| 3               | S 8.0  | 2   | Briggs Cunningham               | Bill Spear Sherwood Johnston                  | Cunningham C4-R              | Chrysler 5.5L V8                  |        | 283    |
| 4               | S 5.0  | 16  | Ecurie Francorchamps            | Roger Laurent Jacques Swaters                 | Jaguar C-Type                | Jaguar 3.4L I6                    | D      | 277    |
| 5               | S 8.0  | 1   | Briggs Cunningham               | Briggs Cunningham John Gordon Bennett         | Cunningham C4-R              | Chrysler 5.5L V8                  |        | 274    |
| 6               | S 3.0  | 30  | Equipe Gordini                  | André Guelfi Jacques Pollet                   | Gordini T15S                 | Gordini 2.5L I6                   |        | 263    |
| 7               | S 2.0  | 35  | Bristol Aeroplane Company       | Peter S. Wilson Jim Mayers                    | Bristol 450                  | Bristol 2.0L I6                   | D      | 260    |
| 8               | S 2.0  | 33  | Bristol Aeroplane Company       | Tommy Wisdom Jack Fairman                     | Bristol 450                  | Bristol 2.0L I6                   | D      | 257    |
| 9               | S 2.0  | 34  | Bristol Aeroplane Company       | Mike Keen John Line                           | Bristol 450                  | Bristol 2.0L I6                   | D      | 255    |
| 10              | S 750  | 57  | Automobiles Deutsch et Bonnet   | René Bonnet Élie Bayol                        | DB HBR                       | Panhard 0.7L Flat-2               | D      | 240    |
| 11              | S 2.0  | 36  | Automobiles Frazer Nash Ltd.    | Maurice Gatsonides Marcel Becquart            | Frazer Nash Le Mans Coupe    | Bristol 2.0L I6                   |        | 228    |
| 12              | S 1.5  | 39  | Porsche KG                      | Johnny Claes Pierre Stasse                    | Porsche 550/4 RS 1500 Spyder | Porsche 1.5L Flat-4               | D      | 228    |
| 13              | S 750  | 55  | Ets. Monopole                   | Pierre Hémard Pierre Flahault                 | Monopole X84                 | Panhard 0.6L Flat-2               | D      | 222    |
| 14              | S 1.1  | 47  | Porsche KG                      | Zora Arkus-Duntov Gonzague Olivier            | Porsche 550/4 RS 1100 Spyder | Porsche 1.1L Flat-4               |        | 216    |
| 15              | S 2.0  | 62  | Edgar B. Wadsworth              | Edgar Wadsworth John Brown                    | Triumph TR2                  | Triumph 2.0L I4                   |        | 214    |
| 16              | S 750  | 56  | Ecurie Jeudy-Bonnet             | Marc Gignoux Louis Cornet                     | DB HBR                       | Panhard 0.7L Flat-2               |        | 213    |
| Nicht klassiert |        |     |                                 |                                               |                              |                                   |        |        |
| 17              | S 750  | 59  | Automobiles Panhard et Levassor | René Cotton André Beaulieux                   | Panhard X88                  | Panhard 0.6L Flat-2               |        | 195    |
| 18              | S 750  | 54  | P. Garzynski                    | René Breuil Jean Py                           | BG Le Mans                   | Renault 0.7L I4                   |        | 194    |
| Disqualifiziert |        |     |                                 |                                               |                              |                                   |        |        |
| 19              | S 5.0  | 11  | Georges Grignard                | Jean Blanc Serge Nersessian                   | Talbot-Lago T26 Grand Sport  | Talbot 4.6L I6                    |        | 206    |
| 20              | S 1.5  | 43  | Automobili O.S.C.A.             | Lance Macklin Pierre Leygonie James Simpson   | Osca MT4 1500                | Osca 1.5L I4                      |        | 247    |
| 21              | S 2.0  | 38  | Automobiles Frazer Nash Ltd.    | Sture Nottorp Ivar Andersson                  | Frazer Nash Le Mans          | Bristol 2.0L I6                   |        | 109    |
| 22              | S 750  | 66  | Jacques Faucher                 | Jacques Faucher Jean Hébert                   | Renault 4CV                  | Renault 0.7L I4                   |        | 20     |
| Ausgefallen     |        |     |                                 |                                               |                              |                                   |        |        |
| 23              | S 1.5  | 42  | Automobili O.S.C.A.             | Jacques Péron Francesco Giardini              | Osca MT4 1500                | Osca 1.5L I4                      |        | 243    |
| 24              | S 5.0  | 8   | David Brown                     | Reginald Parnell Roy Salvadori                | Aston Martin DB3SSC          | Aston Martin 2.9L Supercharged I6 |        | 222    |
| 25              | S 1.1  | 63  | Lucien Farnaud                  | Lucien Farnaud Adolfo Macchieraldo            | Osca MT4 1100                | Osca 1.1L I4                      |        | 199    |
| 26              | S 750  | 49  | Automobiles VP                  | Yves Giraud-Cabantous Just-Émile Vernet       | VP 166R                      | Renault 0.7L I4                   |        | 190    |
| 27              | S 5.0  | 5   | Scuderia Ferrari                | Robert Manzon Louis Rosier                    | Ferrari 375 Plus             | Ferrari 5.0L V12                  | P      | 177    |
| 28              | S 750  | 58  | Automobiles Panhard et Levassor | Pierre Chancel Robert Chancel                 | Monopole X88                 | Panhard 0.6L Flat-2               |        | 157    |
| 29              | S 1.5  | 41  | Porsche KG                      | Hans Herrmann Helmut Polensky                 | Porsche 550/4 RS 1500 Spyder | Porsche 1.5L Flat-4               | D      | 148    |
| 30              | S 3.0  | 20  | David Brown                     | Prinz Bira Peter Collins                      | Aston Martin DB3S Coupe      | Aston Martin 2.9L I6              |        | 138    |
| 31              | S 5.0  | 15  | Jaguar Cars Ltd.                | Peter Whitehead Ken Wharton                   | Jaguar D-Type                | Jaguar 3.4L I6                    | D      | 131    |
| 32              | S 3.0  | 27  | Jean-Paul Colas                 | Jean-Paul Colas Hernando da Silva Ramos       | Aston Martin DB2/4 Vignale   | Aston Martin 2.9L I6              |        | 121    |
| 33              | S 5.0  | 6   | Briggs Cunningham               | Phil Walters John Fitch                       | Ferrari 375MM                | Ferrari 4.5L V12                  | F      | 120    |
| 34              | S 2.0  | 28  | Officine Alfieri Maserati       | Alfonso de Portago Carlo Tomasi               | Maserati A6GCS               | Maserati 2.0L I6                  | P      | 116    |
| 35              | S 750  | 52  | Ecurie Jeudy-Bonnet             | Marc Azéma Alphonse de Burnay                 | DB HBR                       | Renault 0.7L I4                   |        | 102    |
| 36              | S 2.0  | 44  | Alexandre Constantin            | Edmond Mouche Alexandre Constantin            | Constantin Barquette         | Peugeot 1.3L Supercharged I4      | D      | 95     |
| 37              | S 5.0  | 12  | Jaguar Cars Ltd.                | Stirling Moss Peter Walker                    | Jaguar D-Type                | Jaguar 3.4L I6                    | D      | 92     |
| 38              | S 5.0  | 3   | Scuderia Ferrari                | Umberto Maglioli Paolo Marzotto               | Ferrari 375 Plus             | Ferrari 5.0L V12                  | P      | 88     |
| 39              | S 1.1  | 46  | Kieft Cars Ltd.                 | Alan Rippon William Black                     | Kieft                        | Coventry Climax 1.1L I4           |        | 86     |
| 40              | S 1.1  | 65  | Equipe Gordini                  | André Pilette Gilberte Thirion                | Gordini T17S                 | Gordini 1.1L I4                   |        | 76     |
| 41              | S 3.0  | 19  | Equipe Gordini                  | Jean Behra André Simon                        | Gordini T24S                 | Gordini 3.0L I8                   | E      | 76     |
| 42              | S 3.0  | 22  | David Brown                     | Carroll Shelby Paul Frère                     | Aston Martin DB3S            | Aston Martin 2.9L I6              |        | 74     |
| 43              | S 750  | 50  | Guy Michel et André Guillard    | Guy Michel André Guillard                     | Renault 4CV                  | Renault 0.7L I4                   |        | 73     |
| 44              | S 3.0  | 21  | David Brown                     | Ian Stewart Graham Whitehead                  | Aston Martin DB3S Coupe      | Aston Martin 2.9L I6              |        | 64     |
| 45              | S 5.0  | 9   | Ecurie Rossier                  | Jean-Louis Rosier Pierre Meyrat               | Talbot-Lago T26GS            | Talbot-Lago 4.5L I6               |        | 62     |
| 46              | S 2.0  | 31  | Equipe Gordini                  | Charles de Clareur André Moynet               | Gordini T15S                 | Gordini 2.0L I6                   | E      | 54     |
| 47              | S 2.0  | 37  | Automobiles Frazer NasLtd.      | Rodney F. Peacock Gerry A. Ruddock            | Frazer Nash Le Mans          | Bristol 2.0L I6                   |        | 49     |
| 48              | S 5.0  | 10  | Pierre Levegh                   | Pierre Levegh Lino Fayen                      | Talbot-Lago T26 Grand Sport  | Talbot-Lago 4.4L I6               |        | 33     |
| 49              | S 1.1  | 48  | Kieft Cars Ltd.                 | Georges Trouis Alfred P. Hitchings            | Kieft Sport                  | MG 1.1L I4                        | D      | 26     |
| 50              | S 5.0  | 7   | David Brown                     | Eric Thompson Dennis Poore                    | Lagonda DP115                | Lagonda 4.5L V12                  |        | 25     |
| 51              | S 750  | 51  | Automobiles Deutsch et Bonnet   | Pierre Louis-Dreyfus Jean Lucas               | DB HBR                       | Renault 0.7L I4                   | D      | 8      |
| 52              | S 750  | 53  | Nardi et Co.                    | Alexandre Gacon Mario Damonte                 | Nardi 750LM                  | Crosley 0.7L I4                   |        | 7      |
| 53              | S 5.0  | 18  | Luigi Chinetti                  | Porfirio Rubirosa Innocente Baggio            | Ferrari 375MM Berlinetta     | Ferrari 4.5L V12                  | P      | 5      |
| 54              | S 750  | 60  | Automobiles Panhard et Levassor | Lucien Pailler Jacques Dewez                  | Panhard X88                  | Panhard 0.6L Flat-2               |        | 5      |
| 55              | S 1.5  | 40  | Porsche KG                      | Richard von Frankenberg Helm Glöckler         | Porsche 550/4 RS 1500 Spyder | Porsche 1.5L Flat-4               | D      | 4      |
| 55              | S 750  | 64  | Ecurie Jeudy-Bonnet             | Claude Storez Jean-Claude Vidilles Jean Lucas | DB HBR                       | Renault 0.7L I4                   |        | 4      |
| 57              | S 750  | 61  | Automobiles Panhard et Levassor | Eugène Dussous Jacques Savoye                 | Panhard X84                  | Panhard 0.6L Flat-2               |        | 1      |
| Nicht gestartet |        |     |                                 |                                               |                              |                                   |        |        |
| 58              | S 3.0  | 23  | Nigel Mann                      | Nigel Mann Charles Brackenbury                | Aston Martin DB3S            | Aston Martin 2.9L I6              |        | 1      |
| 59              | S 2.5  | 29  | Officine Maserati               | Michel Poberejsky                             | Maserati 250S                |                                   |        | 2      |
| zurückgezogen   |        |     |                                 |                                               |                              |                                   |        |        |
| 60              | S 3.0  | 29  | Donald Healey Motor Company     | George Huntoon Ed Lunken                      | Austin-Healey 100            |                                   |        | 3      |
| 61              | S 3.0  | 30  | Donald Healey Motor Company     | Ron Flockhart Louis Chiron                    | Austin-Healey 100            |                                   |        | 4      |

1 nicht gestartet
2 zu Spät zur technischen Abnahme erschienen
3 zurückgezogen
4 zurückgezogen

### Nur in der Meldeliste
Hier finden sich Teams, Fahrer und Fahrzeuge die ursprünglich für das Rennen gemeldet waren, aber aus den unterschiedlichsten Gründen daran nicht teilnahmen.
| Pos. | Klasse | Nr. | Team                         | Fahrer                                                                                           | Chassis             | Motor                 | Reifen |
| ---- | ------ | --- | ---------------------------- | ------------------------------------------------------------------------------------------------ | ------------------- | --------------------- | ------ |
| 62   | S 3.0  |     | Scuderia Ferrari             | Mike Hawthorn Giuseppe Farina                                                                    | Ferrari 250 Monza   | Ferrari 2.9L V12      |        |
| 63   | S 3.0  | 7   | Scuderia Ferrari             | Gianni Marzotto Piero Carini Maurice Trintignant                                                 | Ferrari 250 Monza   | Ferrari 2.9L V12      |        |
| 64   | S 5.0  | 3   | David Brown                  | Reg Parnell Roy Salvadori Eric Thompson Dennis Poore Pat Griffith Graham Whitehead Peter Collins | Lagonda DP115       | Lagonda 4.5L V12      |        |
| 65   | S 4.0  |     | Ecurie Francorchamps         | Roger Laurent Jacques Swaters                                                                    | Jaguar C-Type       | Jaguar 3.4L I6        |        |
| 66   | 3.0    | 30  | Officine Alfieri Maserati    | Sergio Mantovani Bruno Venezian                                                                  | Maserati 250S       | Maserati 2.9L I6      |        |
| 67   |        |     |                              |                                                                                                  | ERG G-Type          |                       |        |
| 68   | S 8.0  | 1   | Sydney Allard                |                                                                                                  | Allard J2R          | Cadillac 5.4L V8      |        |
| 69   | S 750  | 73  | Jean Hébert                  |                                                                                                  | Renault 4CV         | Renault 0.7L I4       |        |
| 70   | S 750  | 74  | Jacques Lecat                |                                                                                                  | Renault 4CV         | Renault 0.7L I4       |        |
| 71   | S 750  | 75  | Ecurie Rosier                |                                                                                                  | Renault 4CV         | Renault 0.7L I4       |        |
| 72   | S 4.0  | 18  | Scuderia Lancia              | Alberto Ascari Luigi Villoresi                                                                   | Lancia D24          | Lancia 3.3L V6        |        |
| 73   | S 4.0  | 19  | Scuderia Lancia              | Juan Manuel Fangio Piero Taruffi                                                                 | Lancia D24          | Lancia 3.3L V6        |        |
| 74   | S 4.0  | 20  | Scuderia Lancia              | Robert Manzon Eugenio Castellotti                                                                | Lancia D24          | Lancia 3.3L V6        |        |
| 75   | S 3.0  | 21  | Daimler-Benz AG              |                                                                                                  | Mercedes-Benz 300SL | Mercedes-Benz 3.0L I8 |        |
| 76   | S 3.0  | 22  | Daimler-Benz AG              |                                                                                                  | Mercedes-Benz 300SL | Mercedes-Benz 3.0L I8 |        |
| 77   | S 3.0  | 23  | Daimler-Benz AG              | Paul Frère                                                                                       | Mercedes-Benz 300SL | Mercedes-Benz 3.0L I8 |        |
| 78   | S 3.0  | 28  | Donald Healey Motor Company  | Prinz Bira Lance Macklin                                                                         | Austin-Healey 100   |                       |        |
| 79   | S 3.0  | 66  | Jean-Paul Colas              | Jean-Paul Colas Hernando da Silva Ramos                                                          | Austin-Healey 100   |                       |        |
| 80   | S 1.5  | 51  | Automobili O.S.C.A.          | Porfirio Rubirosa Otto Linton                                                                    | Osca MT-4           | Osca 1.5L I4          |        |
| 81   |        |     | J. Conte                     |                                                                                                  | Simca Aronde        |                       |        |
| 82   |        |     | Louis Rosier                 |                                                                                                  | Ferrari             |                       |        |
| 83   | S 750  |     | Kieft Cars Ltd.              |                                                                                                  | Kieft               |                       |        |
| 84   | S 500  |     | Kieft Cars Ltd.              |                                                                                                  | Kieft               |                       |        |
| 85   | S 4.0  |     | John Manussis                |                                                                                                  | Jaguar C-Type       | Jaguar 3.4L I6        |        |
| 86   |        |     | Automobiles Frazer-Nash Ltd. |                                                                                                  | Frazer-Nash         |                       |        |
| 87   |        |     | Briggs Cunningham            |                                                                                                  | Cunningham C6-R     |                       |        |
| 88   | S 750  |     | Nardi et Co.                 |                                                                                                  | Nardi 750LM         | Crosley 0.7L I4       |        |

### Biennale-Cup-Rudge-Withworth
| Pos. | Nr. | Fahrer                       | Chassis         | Koeffizient | Platzierung im Gesamtklassement |
| ---- | --- | ---------------------------- | --------------- | ----------- | ------------------------------- |
| 1    | 57  | René Bonnet Élie Bayol       | DB HBR          | 3.232,520   | Rang 10                         |
| 2    | 14  | Duncan Hamilton Tony Rolt    | Jaguar D-Type   | 4.057,060   | Rang 2                          |
| 3    | 2   | Bill Spear Sherwood Johnston | Cunningham C4-R | 3.809,392   | Rang 3                          |

### Index of Performance
| Pos. | Nr. | Fahrer                                    | Chassis                      | Koeffizient | Platzierung im Gesamtklassement |
| ---- | --- | ----------------------------------------- | ---------------------------- | ----------- | ------------------------------- |
| 1    | 57  | René Bonnet Élie Bayol                    | DB HBR                       | 1.33400     | Rang 10                         |
| 2    | 55  | Pierre Hémard Pierre Flahaut              | Monopole X84                 | 1.31000     | Rang 13                         |
| 3    | 14  | Duncan Hamilton Tony Rolt                 | Jaguar D-Type                | 1.29700     | Rang 2                          |
| 3    | 4   | José Froilán González Maurice Trintignant | Ferrari 375 Plus             | 1.28400     | Gesamtsieg                      |
| 5    | 2   | Bill Spear Sherwood Johnston              | Cunningham C4-R              | 1.20500     | Rang 3                          |
| 6    | 16  | Roger Laurent Jacques Swaters             | Jaguar C-Type                | 1.19100     | Rang 4                          |
| 7    | 35  | Peter Wilson Jim Mayers                   | Bristol 450                  | 1.18700     | Rang 7                          |
| 8    | 56  | Marc Gignoux Louis Cornet                 | DB HBR                       | 1.18300     | Rang 16                         |
| 9    | 33  | Tommy Wisdom Jack Fairman                 | Bristol 450                  | 1.17400     | Rang 8                          |
| 10   | 30  | André Guelfi Jacques Pollet               | Gordini T15S                 | 1.16900     | Rang 6                          |
| 11   | 1   | Briggs Cunningham John Gordon Bennett     | Cunningham C4-R              | 1.16600     | Rang 5                          |
| 12   | 34  | Mike Keen John Line                       | Bristol 450                  | 1.16400     | Rang 9                          |
| 13   | 59  | René Cotton André Beaulieux               | Panhard X88                  | 1.15300     | nicht klassiert                 |
| 14   | 47  | Zora Arkus-Duntov Gonzague Olivier        | Porsche 550/4 RS 1100 Spyder | 1.08900     | Rang 14                         |
| 15   | 54  | René Breuil Jean Py                       | BG Le Mans                   | 1.07700     | nicht klassiert                 |
| 16   | 36  | Maurice Gatsonides Marcel Becquart        | Frazer Nash Le Mans Coupe    | 1.04100     | Rang 11                         |
| 17   | 39  | Johnny Claes Pierre Stasse                | Porsche 550/4 RS 1500 Spyder | 1.00000     | Rang 12                         |

### Klassensieger
| Klasse                                       | Fahrer                | Fahrer              | Fahrzeug                     | Platzierung im Gesamtklassement |
| -------------------------------------------- | --------------------- | ------------------- | ---------------------------- | ------------------------------- |
| Index of Performance – 8. Annual Cup des ACO | René Bonnet           | Élie Bayol          | DB HBR                       | Rang 10                         |
| 20. Biennale Cup                             | René Bonnet           | Élie Bayol          | DB HBR                       | Rang 10                         |
| 5001–8000 cm³                                | Bill Spear            | Sherwood Johnston   | Cunningham C4-R              | Rang 3                          |
| 3001–5000 cm³                                | José Froilán González | Maurice Trintignant | Ferrari 375 Plus             | Gesamtsieg                      |
| 2001–3000 cm³                                | André Guelfi          | Jacques Pollet      | Gordini T15                  | Rang 6                          |
| 1501–2000 cm³                                | Peter S. Wilson       | Jim Mayers          | Bristol 450                  | Rang 7                          |
| 1101–1500 cm³                                | Johnny Claes          | Pierre Stasse       | Porsche 550/4 RS 1500 Spyder | Rang 12                         |
| 751–1100 cm³                                 | Zora Arkus-Duntov     | Gonzague Olivier    | Porsche 550/4 RS 1100 Spyder | Rang 14                         |
| – 750 cm³                                    | René Bonnet           | Élie Bayol          | DB HBR                       | Rang 10                         |

### Renndaten
- Gemeldet: 88
- Gestartet: 57
- Gewertet: 16
- Rennklassen: 9
- Zuschauer: unbekannt
- Ehrenstarter des Rennens: Bernhard zur Lippe-Biesterfeld, Prinz der Niederlande
- Wetter am Rennwochenende: Regen am Sonntag
- Streckenlänge: 13,492 km
- Fahrzeit des Siegerteams: 24:00:00,000 Stunden
- Gesamtrunden des Siegerteams: 302
- Gesamtdistanz des Siegerteams: 4061,150 km
- Siegerschnitt: 169,215 km/h
- Pole-Position: unbekannt
- Schnellste Rennrunde: José Froilán González – Ferrari 375 Plus (#4) und Paolo Marzotto – Ferrari 375 Plus (#3) – 4:16,800 = 189,139 km/h
- Rennserie: 4. Lauf zur Sportwagen-Weltmeisterschaft 1954